# Sinesia

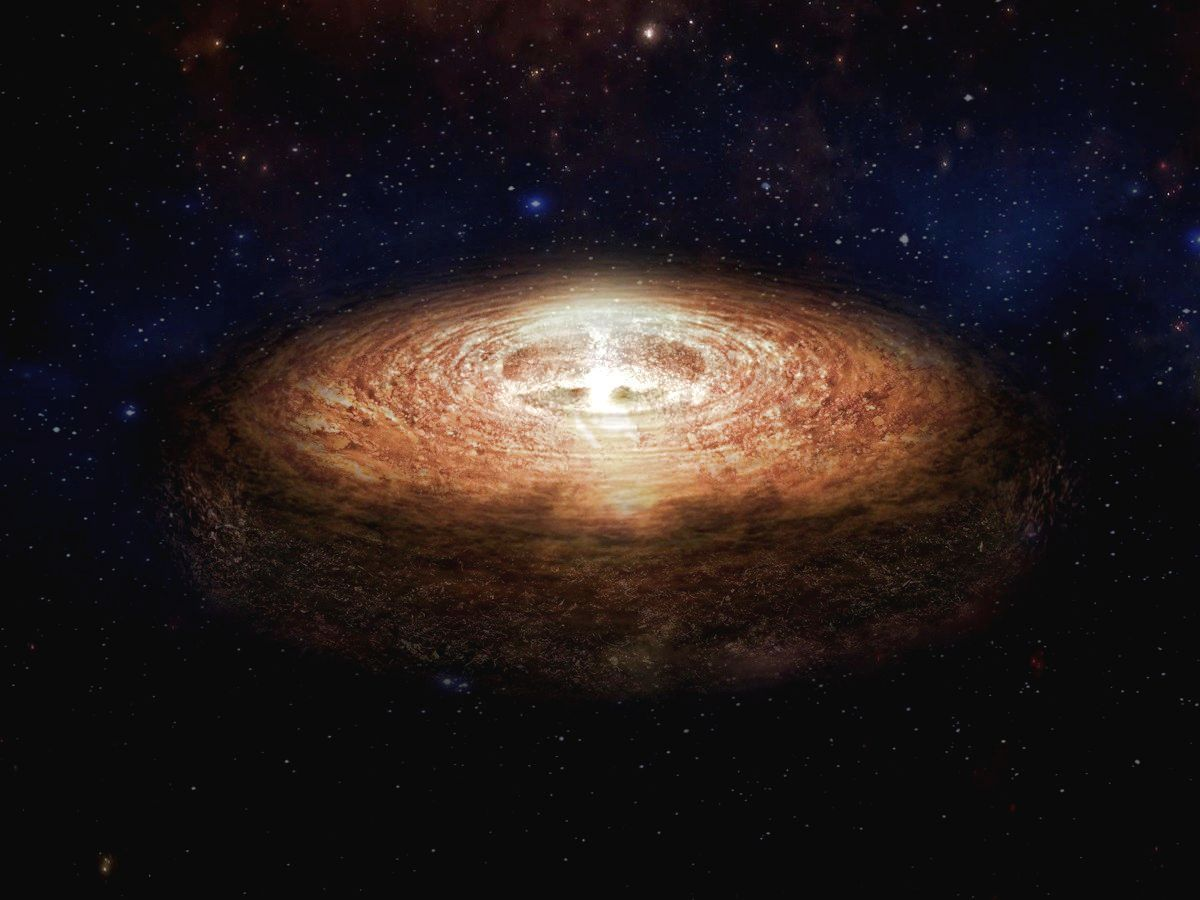
Posible aspecto que tendría una sinesia.

Una sinesia es una hipotética masa de roca vaporizada que gira rápidamente en forma de rosquilla. En simulaciones por computadora de impactos gigantes de objetos rotativos, se puede formar una sinesia si el momento angular total es mayor que el límite de corrotación. Más allá del límite de corrotación, la velocidad en el ecuador de un cuerpo excedería la velocidad orbital. En una sinesia, esto da como resultado una región interna que gira a una velocidad única con un toro débilmente conectado que orbita más allá de él. Las sinesias también tienen diferencias en los mantos, tanto térmicamente como en su composición, con respecto a los modelos de evolución terrestre anteriores debido en parte a una presión interior más baja.

## Composición
Una sinesia se compone de tres componentes primarios: el área más interna llamada región de la coronación, un área intermedia llamada región de transición y el área más alejada, conocida como la región similar a un disco. La región de rotación gira como un cuerpo sólido. Se caracteriza por vapor caliente y altos niveles de entropía, así como velocidades angulares más altas. La región de transición es generalmente un cambio continuo entre la región de corrida y la región similar a un anillo. Aquí, en la mayoría de las simulaciones, la velocidad angular y la temperatura siguen un gradiente suave, ambos disminuyendo con el radio. El gradiente de temperatura es creado por la mezcla de vapor caliente de las regiones internas con material condensado más frío desde más lejos. Con el tiempo, esto se equilibra únicamente en un vapor. Esto pasa a la región similar a un disco cuya apariencia puede variar dramáticamente con diferentes condiciones iniciales para momento angular, masa y entropía. 

## Hipótesis del gran impacto
Según los estudios, la sinesia fue un proceso de etapa temprana para la formación de la Tierra y la Luna dentro de la hipótesis del gran impacto. En este modelo, se formó una sinesia después de una colisión con un objeto de alta energía y alto momento angular. Las temperaturas superficiales de la sinesia están limitadas por el punto de ebullición de la roca, alrededor de 2300 Kelvin (2026,9 °C; 3680,3 °F). A medida que la sinesia resultante se enfriaba irradiando calor al espacio, se formaron gotitas de magma en sus capas externas y luego llovieron hacia adentro durante un período de decenas de años, lo que provocó la contracción de la sinesia. La masa que queda fuera del límite de Roche de la región interior se acrecentó para formar lunas, y posteriormente se combinó para formar la Luna. La Tierra se reformó más tarde, una vez que la sinesia se había enfriado lo suficiente como para caer dentro del límite de corrotación. Según este modelo, la Luna se formó dentro de una nube de vapor que se originó en la Tierra y es por eso que sus proporciones isotópicas son similares a las de la Tierra. La formación posterior de la Tierra (después de que se enfrió la sinesia) explica que ha acumulado elementos más volátiles que la Luna.